# Selkemühle

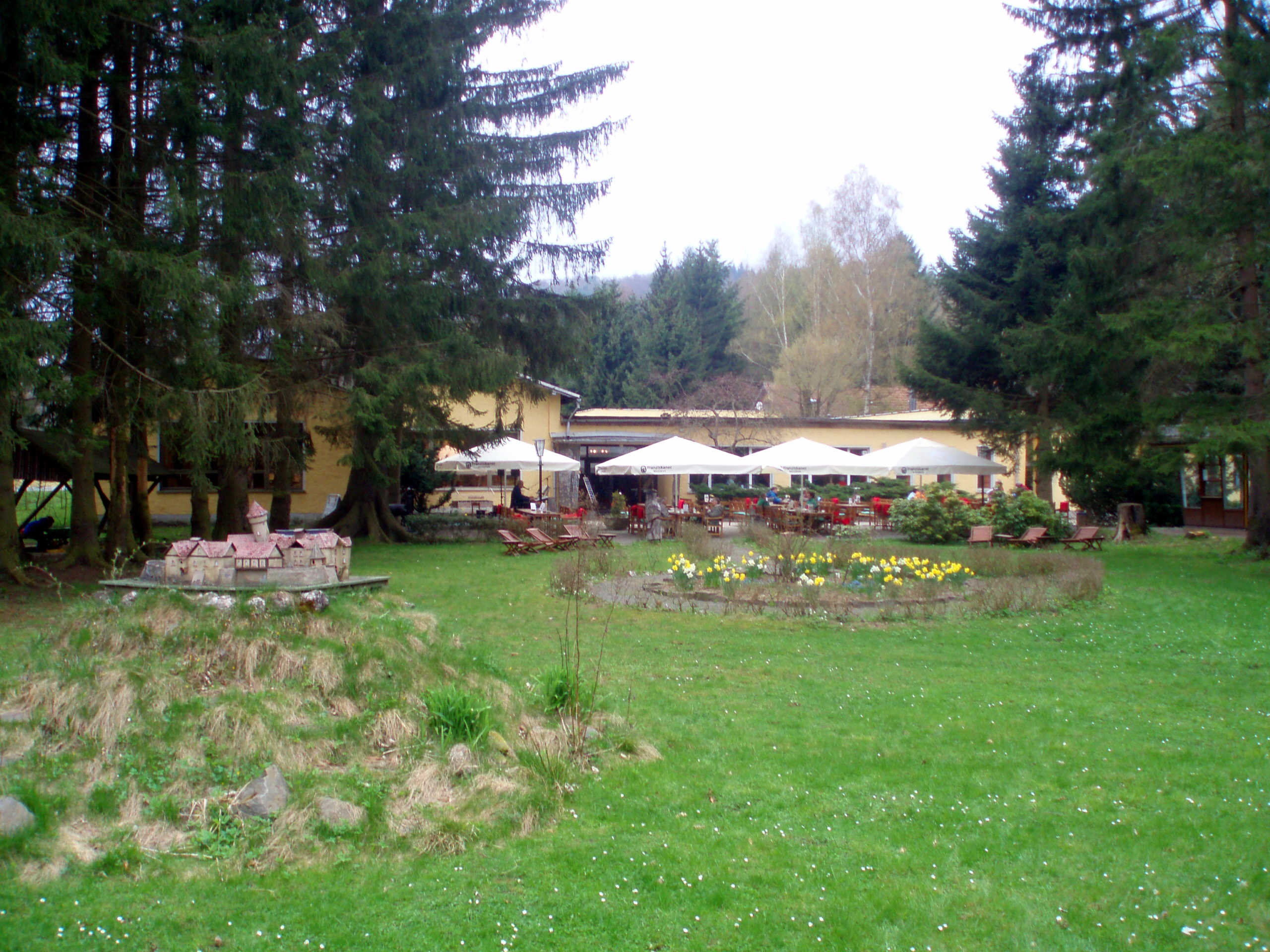
Blick zur Selkemühle vor der Schließung 2013

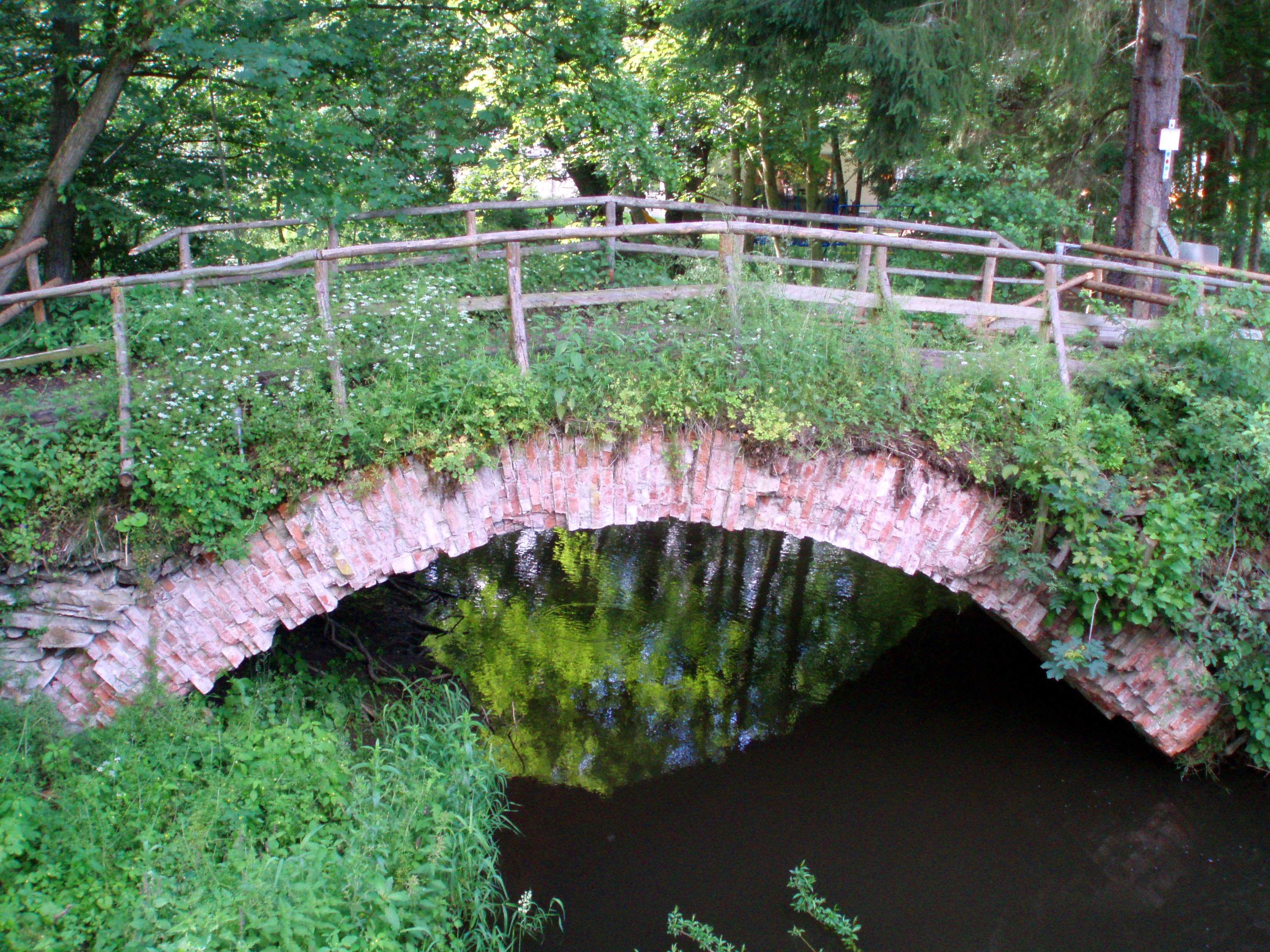
Alte Ziegelbogenbrücke an der Selkemühle, inzwischen durch einen hochwassersicheren Neubau ersetzt, 2007

Die Selkemühle, früher Leimufermühle genannt, war eine durch das Wasser der Selke betriebene Mühle, die seit alters her auf dem im Selketal gelegenen Gebiet Ballenstedts steht.

## Geschichte
Die Mühle lag beim Ausgang des Feuersteingrundes direkt am Fuße der Burg Anhalt und gehörte zum gleichnamigen Dorf, das im ausgehenden Mittelalter zu einer Wüstung wurde. An der Stelle der früheren Mühle wurde 1728 eine neue Mühle mit zwei Mahlgängen errichtet. Nachdem diese ihren Betrieb einstellte, wurde die Mühlenanlage umgestaltet und als Ausflugsgaststätte Gasthaus zur Burg Anhalt betrieben. In der DDR wurde die Selkemühle zum Ferien- und Schulungsheim der Deutschen Post, Bezirk Halle, und danach bis zur Schließung im August 2013 als Landhaus Selkemühle mit öffentlicher Gaststätte genutzt. Nach der Schließung litten die Gebäude unter Vandalismus und Metalldiebstahl. Ein Modell der Burg Anhalt, das an der Selkemühle seit den 1930er Jahren ausgestellt war, konnte gesichert werden. Im Jahr 2019 wurde die Selkemühle an ein Paar verkauft, das es für Seminare und Übernachtungen nutzen möchte.

## Tourismus
Die Selkemühle liegt an einer von der Bundesstraße 185 abzweigenden Sackgasse für Kraftfahrzeuge und ist Ausgangsort u. a. für Ausflüge zur Burgruine Anhalt oder durch das Selketal zur Burg Falkenstein (Harz).